# Hermes House Band
Hermes House Band est un groupe musical néerlandais formé en 1984 par des membres de la « Hermes student society » de Rotterdam. Le groupe s'est fait connaitre du grand public belge et néerlandais en 1994, avec une reprise de Gloria Gaynor (I Will Survive, 1979). En 1998, ils se font connaître en France avec cette même chanson remixé par leur producteur (DJ Arios) qui deviendra l'hymne officiel du Stade français rugby et de l'équipe de France de football. La petite histoire dit que c'est Vincent Candela qui a introduit la chanson dans le vestiaire de l'équipe de France, en chantant le refrain après chaque victoire des Bleus. Le groupe est connu pour ne chanter que des reprises remixées à la sauce pop.

## Discographie
- 2007 : Greatest Hits

Voici une partie de leurs chansons empruntées :
- Can't Take My Eyes Off You - Frankie Valli
- Come On Eileen - Dexys Midnight Runners
- Country Roads - John Denver
- Hit the Road Jack - Ray Charles
- I Will Survive - Gloria Gaynor
- Live Is Life (accompagné de DJ Ötzi) - Opus
- Que sera, sera
- The Rhythm of the Night - Corona
- Please Don't Go (Don't You)

## Classement 2008
| 2008 | The Rythm Of The Night | 16 |